# Ryszard Bober
Ryszard Jakub Bober (ur. 1 czerwca 1956 w Jabłonowie Pomorskim) – polski polityk, rolnik i samorządowiec, w latach 2014–2019 przewodniczący sejmiku kujawsko-pomorskiego, senator X i XI kadencji.

## Życiorys
Syn Walentego i Heleny. Ukończył studia na wydziale rolniczym Akademii Rolniczo-Technicznej w Olsztynie. Zajął się prowadzeniem własnego wielkoobszarowego gospodarstwa rolnego we wsi Jabłonowo-Zamek specjalizującego się w produkcji mleka i trzody chlewnej. Był członkiem zespołów doradczych oraz rad nadzorczych przedsiębiorstw rolnych.
W latach 1984–1994 był radnym Jabłonowa Pomorskiego, pełnił funkcję przewodniczącego rady, a także członka zarządu miasta. Zasiadał także w radzie powiatu. W 2002 bez powodzenia ubiegał się o mandat radnego sejmiku kujawsko-pomorskiego. Mandat objął w 2005 po śmierci jednego z radnych Polskiego Stronnictwa Ludowego, został następnie wiceprzewodniczącym sejmiku II kadencji. Mandat radnego utrzymywał w kolejnych wyborach w 2006 i w 2010, ponownie obejmując funkcję wiceprzewodniczącego na III i IV kadencję. Kandydował bez powodzenia z listy PSL do Sejmu (2007) i Parlamentu Europejskiego (2009) oraz Senatu (2011, 2015).
W 2014 po raz czwarty został radnym samorządu województwa, następnie powierzono mu funkcję przewodniczącego sejmiku kujawsko-pomorskiego V kadencji. W 2018 utrzymał mandat w sejmiku na okres VI kadencji, jak również funkcję przewodniczącego.
W wyborach parlamentarnych w 2019 ponownie kandydował do Senatu z ramienia Polskiego Stronnictwa Ludowego (z poparciem Koalicji Obywatelskiej i Sojuszu Lewicy Demokratycznej). Został wybrany na senatora z okręgu wyborczego nr 12, otrzymując 52 619 głosów. Objął funkcję przewodniczącego Koła Senatorów KP-PSL. W 2023 jako kandydat koalicji Trzecia Droga z powodzeniem ubiegał się o senacką reelekcję, zdobywając 82 726 głosów. W 2024 wystartował w wyborach europejskich jako lider listy Trzeciej Drogi w okręgu nr 2.

## Odznaczenia i wyróżnienia
- Złoty Krzyż Zasługi (2005)[16]
- Srebrny Krzyż Zasługi (2002)[17]
- Brązowa Odznaka „Zasłużony dla Ochrony Przeciwpożarowej” (2016)[18][19]
- Medal „Zasłużony dla Diecezji Toruńskiej” (2017)[20]